# Visión fotópica

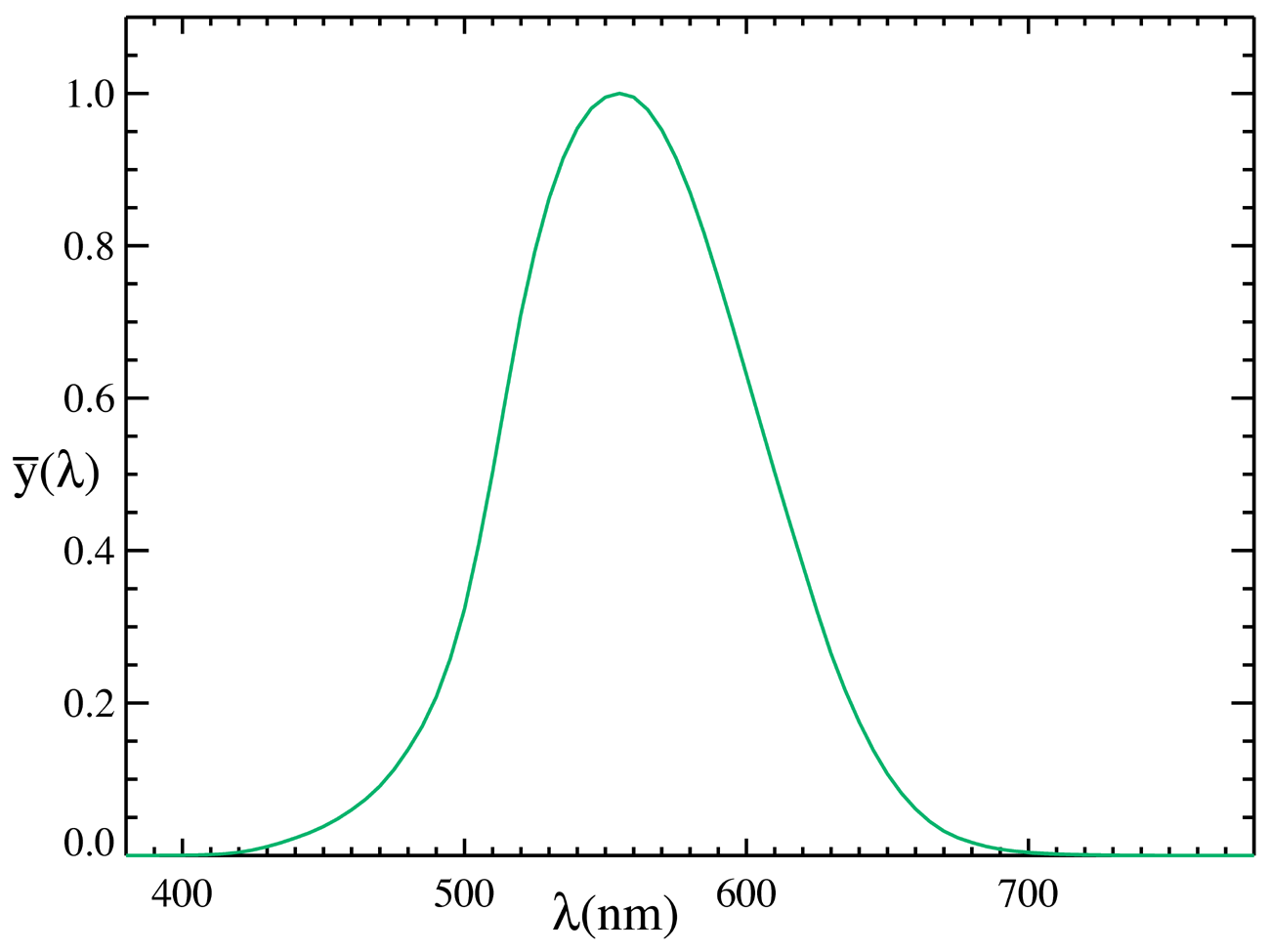
La función de luminosidad fotópica, en ele eje horizontal se representa la longitud de onda en nm y en vertical la sensibilidad.

La visión fotópica es la percepción visual que se produce con niveles de iluminación diurnos (a plena luz del día). Esta visión posibilita la correcta interpretación del color por el ojo. 
Está basada en la respuesta de los conos, uno de los dos tipos de fotorreceptores de la retina (conos y bastones). Los conos son mucho menos sensibles a la luz que los bastones, por lo que sólo se activan cuando los niveles de iluminación son suficientemente elevados.
Existen tres tipos de conos: Rojos, Verdes y Azules. Cada uno de ellos posee un fotopigmento con una curva característica de absorción respecto de la longitud de onda que les llegue. Este hecho constituye el punto de partida fisiológico para la percepción del color.
La agudeza visual, esto es, la percepción de detalles finos en las imágenes, es superior en este tipo de visión. En primer lugar, esto se debe al denso empaquetamiento de los conos en la fóvea. En segundo lugar, a que las salidas de varios bastones adyacentes suelen converger en una única neurona, lo que aumenta la sensibilidad a la intensidad luminosa de este tipo de células pero reduce su capacidad de resolver detalles.